# Медем, Михаил Николаевич
Барон Михаил Николаевич Медем (1831—1902) — российский государственный  и общественный деятель, сенатор. Действительный тайный советник (1878).

## Биография
Из баронского рода Медем. Родился в семье генерала от артиллерии, барона Николая Васильевича Медема. Брат — генерал-лейтенант и Варшавский губернатор,  барон Николай Николаевич Медем. Племянник — Псковский и Петроградский губернатор, сенатор, барон Николай Николаевич Медем.
В службе и  классном чине с  1850 года после окончания Александровского лицея. В 1863 году   произведён в действительные статские советники с назначением директором канцелярии министра государственного имущества А. А. Зеленого. В 1869 году произведён в  тайные советники с назначением директором Департамента общих дел министерства государственного имущества и почётным мировым судьёй.
С 1877 года сенатор присутствующий в Уголовно-кассационном департаменте и в Особом присутствии по государственным преступлениям Правительствующего Сената. В 1900 году произведён в действительные тайные советники. Был владельцем усадьбы Щеглово.
Был награждён всеми российскими орденами вплоть до ордена Святого Александра Невского с бриллиантовыми знаками пожалованные ему 1 января 1894 года.
Скончался в Ялте 1/13 марта 1902 г. Похоронен в своем псковском имении Халахальня.

## Награды
Российской империи:
- Орден Святого Станислава 2-й степени (1861)[5]
- Орден Святого Владимира 3-й степени (1867)[6]
- Орден Святой Анны 1-й степени (1871)[5]
- Орден Святого Владимира 2-й степени (1874)[5]
- Орден Белого орла (?)
- Орден Святого Александра Невского (?); бриллиантовые знаки к ордену (1 января 1894)
- Медаль «В память войны 1853—1856»[5]

Иностранных государств:
- Орден Князя Даниила I 1-й степени (1871, княжество Черногория)[5]